# Дарбнік
Дарбнік (вірм. Դարբնիկ) — село в марзі Арарат, у центрі Вірменії. Село розташоване за 7 км на північний захід від міста Масіс, за 9 км на південний схід від міста Вагаршапат сусіднього марзу Армавір, за 1 км на захід від села Даштаван, за 2 км на захід від села Дзорак та за 1 км на південь від села Айаніст.